# La Possession
La Possession este un oraș francez, situat în departamentul de peste mări Réunion din Oceanul Indian. 

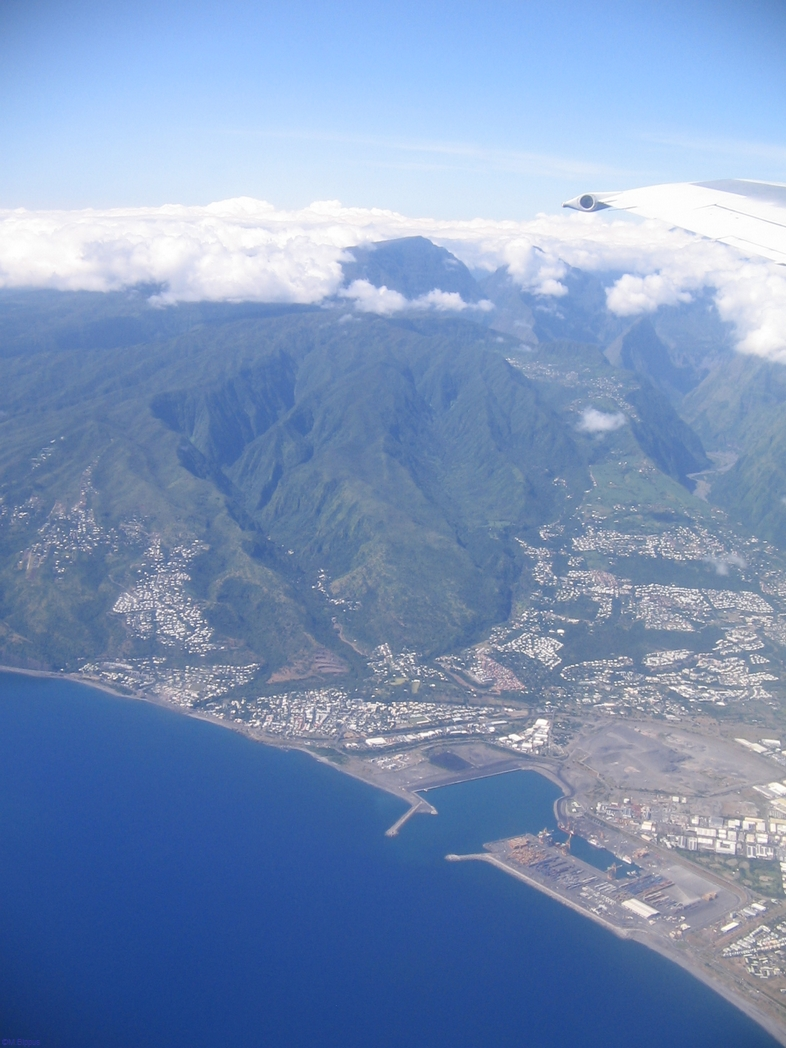
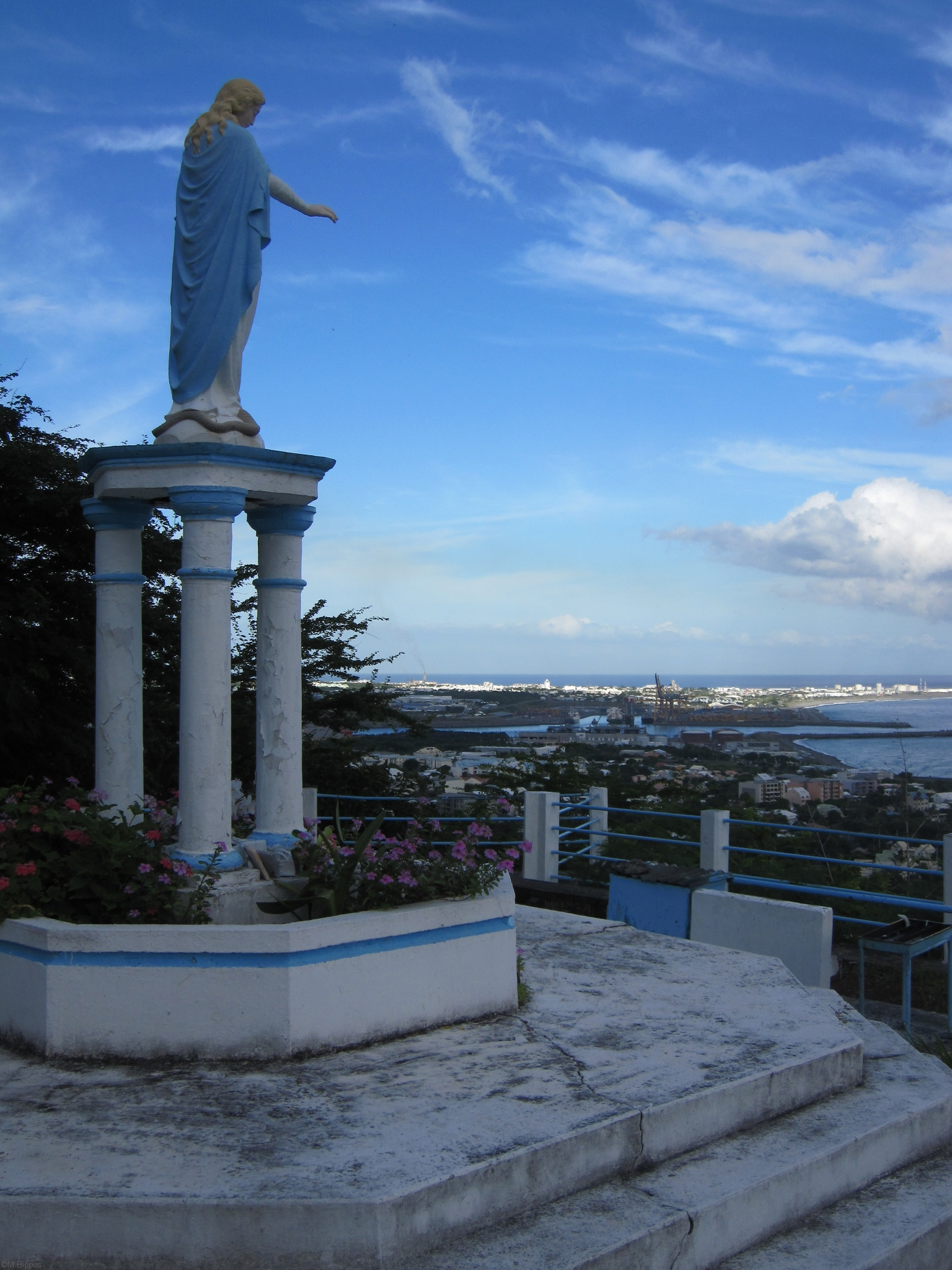
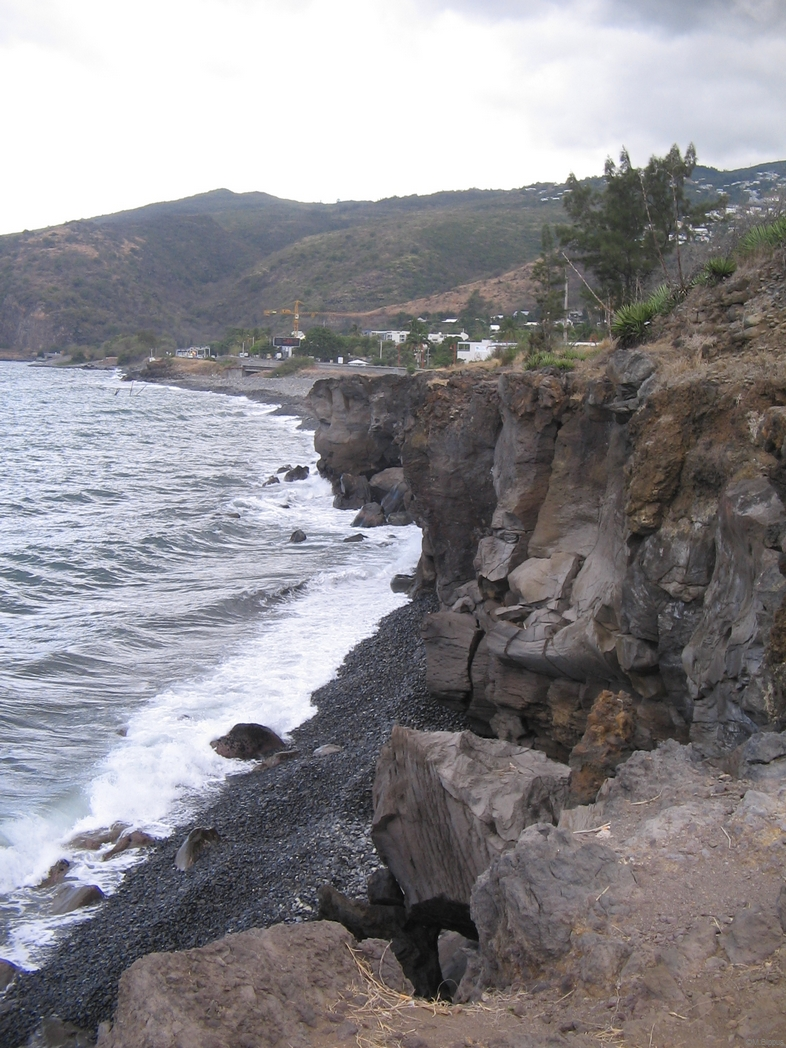
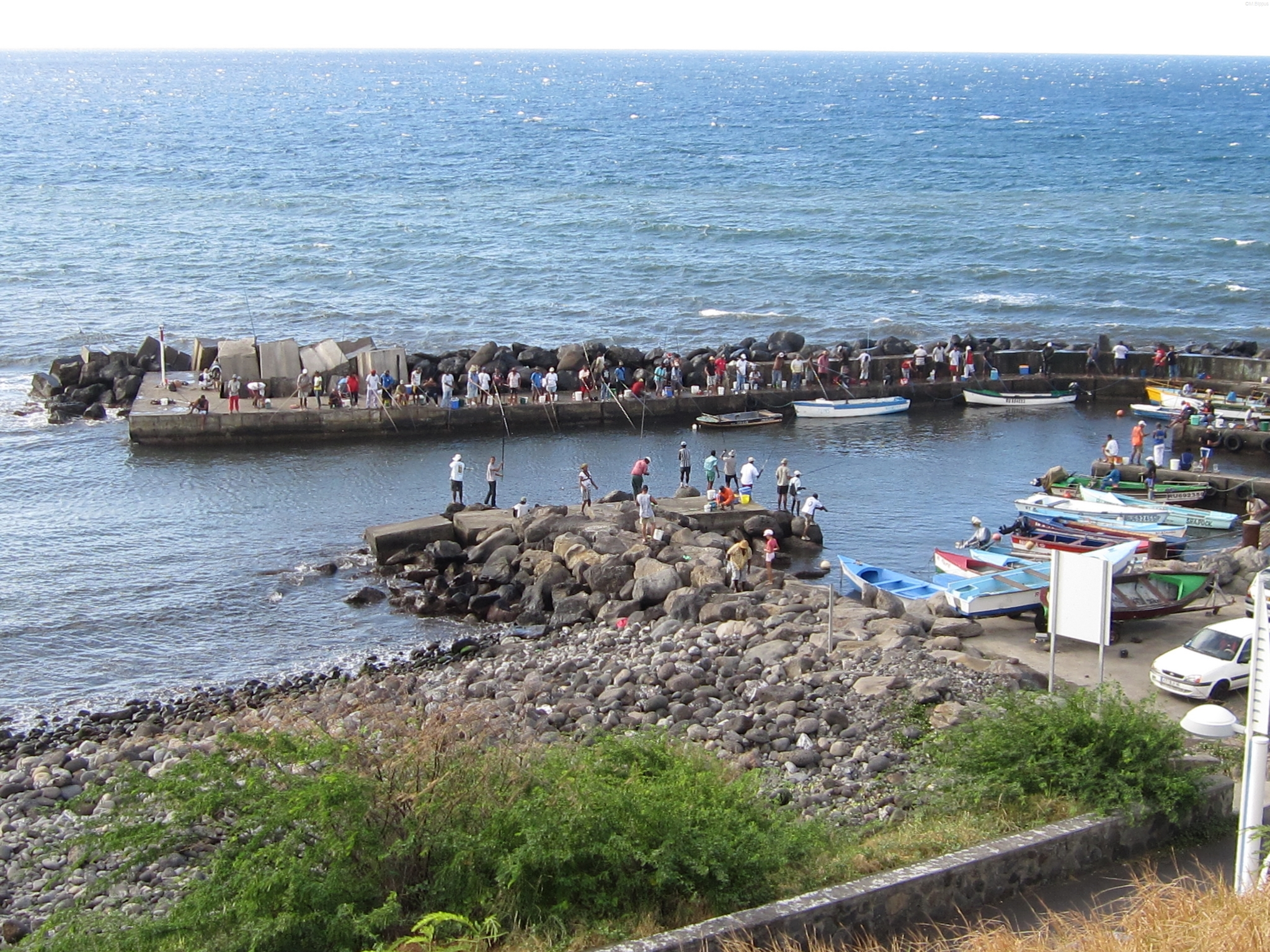
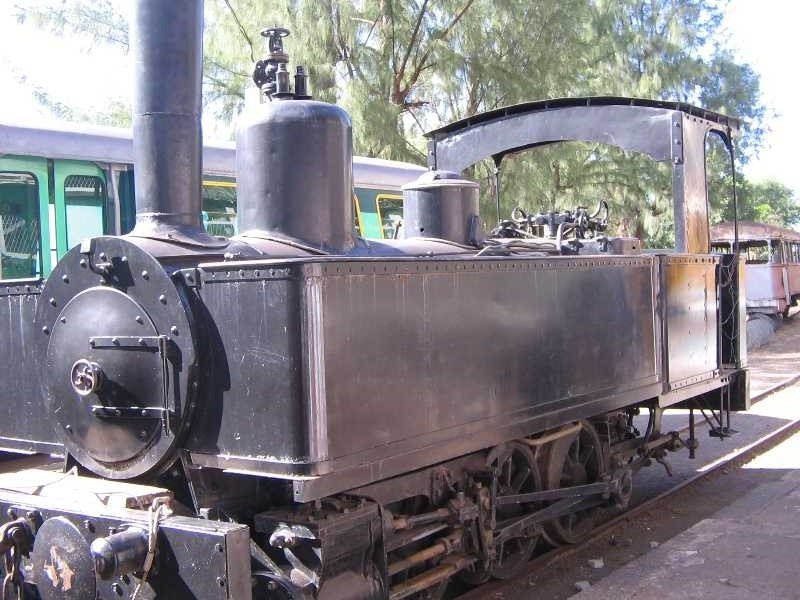
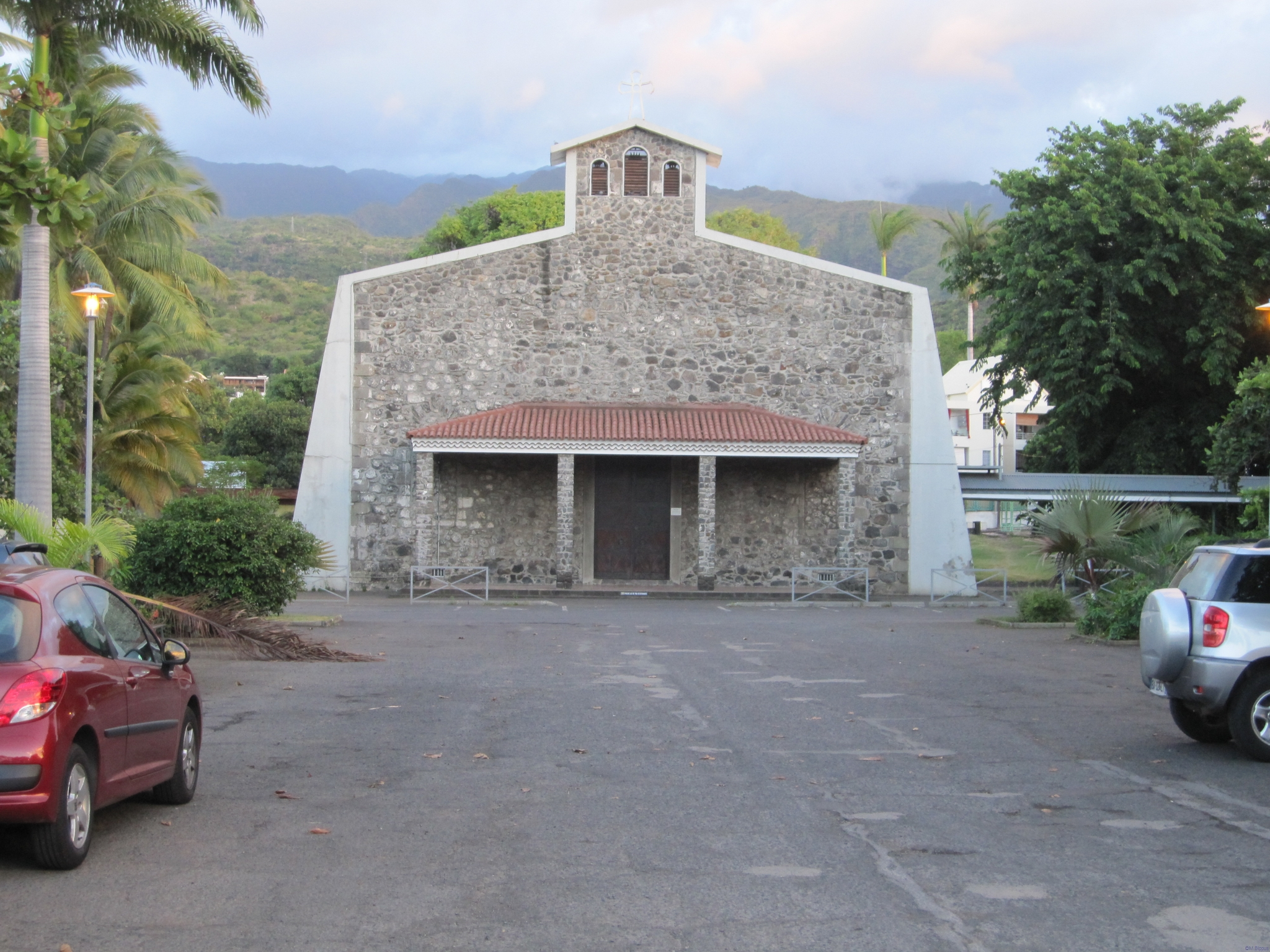

1. ↑  répertoire géographique des communes, accesat în 26 octombrie 2015
2. ↑  dataset of postal codes in France, 1 octombrie 2018